# جاک سیمپسون
جاک سیمپسون (به انگلیسی: Jock Simpson) بازیکن فوتبال زادهٔ ۲۵ دسامبر ۱۸۸۵ اهل انگلستان بود که سابقهٔ بازی در تیم ملی فوتبال انگلستان را در کارنامهٔ خود دارد. وی در تاریخ ۱۱ فوریه ۱۹۱۱ نخستین بازی ملی خود را در مقابل تیم ملی فوتبال ایرلند انجام داد و با حضور در ۸ بازی ملی، در تاریخ ۱۶ مارس ۱۹۱۴ واپسین بازی ملی‌اش را در برابر تیم ملی فوتبال ولز برگزار کرد.
این بازیکن توانسته در بازی‌های ملی، ۱ گل به ثمر برساند.